# Heike Kemmer

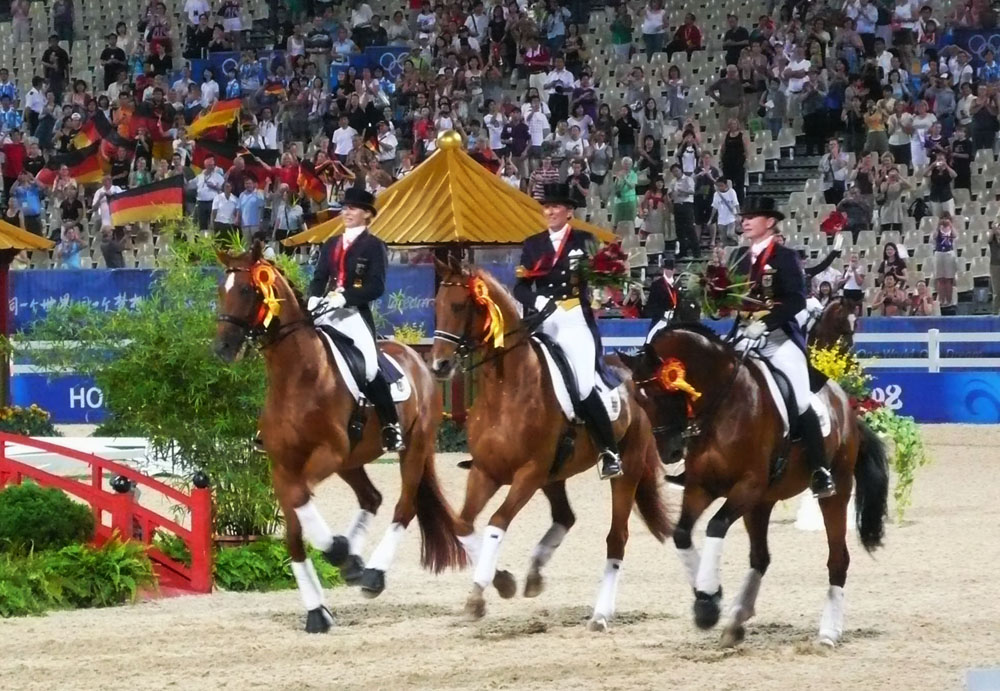
Heike Kemmer mit Bonaparte (Mitte) als Teil des Dressurteam bei den Olympischen Spielen 2008

Heike Kemmer (* 24. April 1962 in Berlin) ist eine deutsche Dressurreiterin.
Heike Kemmer ist Diplom-Betriebswirtin. 1983 gewann sie mit „Gottberg“ den Vizemeistertitel bei den deutschen Juniorenmeisterschaften. Noch im selben Jahr errang sie bei der Junioren-Europameisterschaft in München-Riem auf „Lotus“ den Titel im Einzel und siegte mit der deutschen Mannschaft. 1985 konnte sie mit ihrem Pferd „Lotus“ erstmals einen Grand-Prix im Elitebereich gewinnen und wurde in den A-Kader der Nationalmannschaft Deutschlands berufen. 1984 errang sie die Silbermedaille bei den deutschen Meisterschaften. Durch ihr Studium der Betriebswirtschaftslehre und ihre Familiengründung geriet das Reiten in den nächsten Jahren in den Hintergrund. Anfang der 1990er Jahre zog sie von Berlin nach Walle. Die Olympischen Spiele 1992 in Barcelona verpasste sie aufgrund der starken deutschen Konkurrenz.
In die absolute Weltspitze rückte sie Ende der 1990er Jahre vor. Mit „Albano“ gewann sie im Jahre 2000 eine Silbermedaille bei den Deutschen Meisterschaften. Damit rückte sie erneut in den deutschen A-Kader und wurde für die Olympischen Spiele 2000 in Sydney als Ersatzreiterin nominiert. 2001 kam eine Bronzemedaille bei nationalen Titelkämpfen hinzu. Mit Isabell Werth, Nadine Capellmann und Ulla Salzgeber gewann Kemmer auf „Albano 7“ bei den Europameisterschaften das Mannschaftsgold in Verden. Auch 2003 in Hickstead und 2005 in Hagen war sie, nun mit „Bonaparte“, Mitglied der siegreichen deutschen EM-Mannschaft. 2005 und 2006 wurde Heike Kemmer Deutsche Meisterin im Dressurreiten.
Bei den Olympischen Spielen 2004 wurde sie auf „Bonaparte“ Olympiasiegerin mit der Mannschaft. Diesen Erfolg wiederholte sie 2008 zusammen mit Nadine Capellmann und Isabell Werth, gleichzeitig gewann sie mit dem dritten Platz in der Einzelwertung ihre erste olympische Einzelmedaille. Für den Gewinn der Goldmedaille erhielt sie von Bundespräsident Köhler – zusammen mit der Equipe – das Silberne Lorbeerblatt.

## Ehemalige Pferde
- Feleciano (* 1995), brauner Westfalen-Hengst, Vater: Florestan I, Muttervater: Barbados[3], zuletzt im Juli 2011 im Sport eingesetzt
- Bonaparte 67 (* 1993; † 2023), Hannoveraner Fuchswallach, Vater: Bon Bonaparte, Muttervater: Consul[4], 2011 aus dem Sport verabschiedet[5]
- Albano 7 (* 1987; † 2012), brauner Oldenburger Wallach, Vater: Argentinus, Muttervater: Grundstein I, 2001 aus dem Sport verabschiedet[6][7]
- Lotus 27 (* 1973; † 2003), Hannoveraner Fuchswallach, Vater: Lotse, Muttervater: Wulf, 1989 aus dem Sport verabschiedet[8]
- Royal Rubin 5 (* 1998), Sachsen-Anhaltiner Fuchshengst, Vater: Rubinstein I, Muttervater: Brandenburger, zuletzt im August 2012 im Sport eingesetzt
- Quantico (* 1999), Oldenburger Fuchswallach, Vater: Quattro B, Muttervater: World Cup I, zuletzt im Dezember 2017 von Timna Valenta-Zach im internationalen Sport eingesetzt